# 제럴딘 매코크런
제럴딘 매코크런(영어: Geraldine McCaughrean, 1951년 6월 6일 ~ )은 영국의 소설가이다. 《피터 팬》의 공식 속편 《돌아온 피터 팬》의 작가로 유명하며, 이외에 150편 이상의 아동소설을 썼다.

## 저작
- 천사보다 조금 아래(1987)
- 새빨간 거짓말(1988)
- 황금 먼지(1993)
- 세상이 끝난 건 아니야(2004)
- 새하얀 어둠(2005)
- 시라노(2006)
- 돌아온 피터 팬(2006)